# Mohamed al-Achmar
Mohammed al-Ashmar (1880-3 mars 1960) est un cheikh syrien, devenu par la suite commandant rebelle, puis homme politique.
Il combat durant la grande révolte syrienne contre le mandat français en Syrie.
Il participe également en 1936 à la grande révolte arabe en Palestine contre le mandat britannique.
Devenu membre du Parti communiste syrien après l'indépendance complète de la Syrie en 1946, il reçoit en 1955 le prix Staline pour la paix.